# اغوش وهدان
اغوش وهدان (اغوش پسر وهد)، پادشاه گیلان در زمان کیخسرو، شاه کیانی، و از فرماندهان لشکر او بود. کیخسرو چهار لشکر به جنگ افراسیاب فرستاد، که سومین شان را اغوش هدایت می کرد. اغوش به همراه پس نوذر از منطقه خزر به خوارزم رفت و با شیدا پسر افراسیاب و گرسیوز بردارش ملاقات کرد. 
شاهان گیلان نسب خود را به اغوش می رساندند و عنصرالمعالی کیکاووس بن اسکندر مولف قابوس نامه هم خود را از تبار همین شاه می دانست. در ترجمه‌های بلعمی و طبری آغوش اغوش نوشته شده در حالی که نام پدرش در طبری بهدان ثبت شده است و در بلعمی بهراوند. 

## منبع
- http://www.iranicaonline.org/articles/agos-vehadan-agos-son-of-vehad-king-of-gilan-at-the-time-of-kay-kosrow-the-kayanid-